# Jardines de Can Artigas

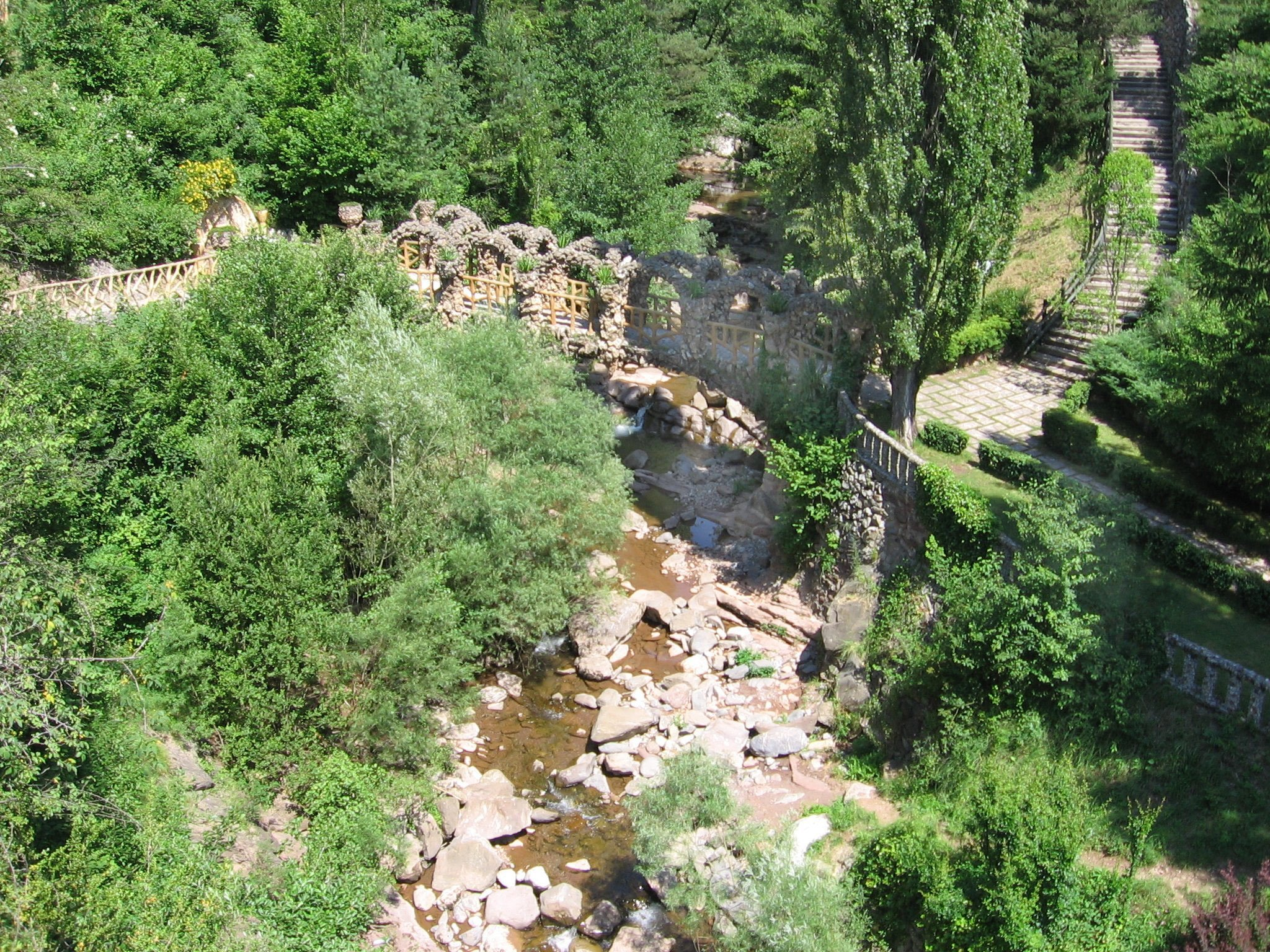
Jardines de Can Artigas.

Los Jardines de Can Artigas se encuentran en la localidad de La Pobla de Lillet (Barcelona) y fueron realizados entre 1905 y 1906, con un proyecto diseñado por el arquitecto modernista Antoni Gaudí.

## Historia y descripción
En 1905 Gaudí viajó a La Pobla de Lillet para construir el chalet de Catllaràs, refugio de montaña para los ingenieros de las minas de carbón que abastecían la fábrica de cemento Asland, en la localidad vecina de Castellar de Nuch, propiedad de Eusebi Güell, rico industrial que fue el principal mecenas del arquitecto. Durante su estancia en la localidad, Gaudí se alojó en casa del industrial textil Joan Artigas i Alart, el cual tenía un terreno en la llamada Fuente de la Magnesia, en el cauce del río Llobregat. En agradecimiento por la hospitalidad del señor Artigas, Gaudí le diseñó los jardines.

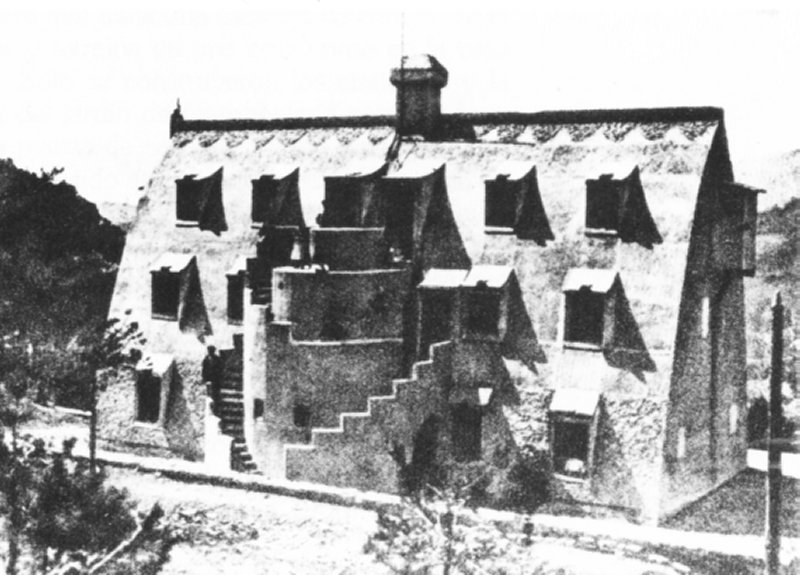
El chalet de Catllaràs (1905), la otra obra de Gaudí en La Pobla de Lillet.

Gaudí realizó un proyecto semejante -aunque en menor escala- al del Parque Güell que por entonces construía en el barrio de Gracia de Barcelona. Incluso envió a Lillet a varios albañiles que habían trabajado en el Parque Güell, por lo que las similitudes estilísticas y estructurales son evidentes entre ambas obras. Como en el Parque Güell, Gaudí diseñó unos jardines plenamente integrados en la naturaleza, con un conjunto de construcciones de líneas orgánicas que se integran perfectamente con el entorno natural. Incluso construyó una gruta artificial, detalle muy del gusto de Gaudí, que ya construyó una en la Cascada del Parque de la Ciudadela.
Gaudí diseñó un jardín pensado para el paseo, con un recorrido establecido en el que destacan varios lugares de interés: la Glorieta, situada en el lugar más alto y que ejerce de mirador; la Cueva, lugar original de la Fuente de la Magnesia, donde Gaudí utilizó arcos catenarios, uno de sus más habituales elementos constructivos; la Cascada, fuente de agua hecha con piedras colocadas en forma del típico "trencadís" gaudiniano, y una decoración de motivos vegetales hecha con hierro revestido de cemento; y el merendero, al lado del puente de los Arcos (dos de los cuales tienen forma humana, una masculina y otra femenina). Destacan asimismo las figuras en forma de serpientes enroscadas situadas en el camino de la Glorieta, hechas de conglomerado.
Como en tantas otras de sus obras Gaudí incluyó en los Jardines Artigas unos símbolos cristianos; en este caso se trata de los símbolos de los cuatro evangelistas (Tetramorfos) repartidos a lo largo del parque: en la Cascada, el ángel de San Mateo (actualmente desaparecido); en el Puente de Arco Cojo (que cruza el río Llobregat), el Águila de San Juan; en la Pérgola, el León de San Marcos; y en la Fuente del Buey (a la que da nombre) el buey de San Lucas. Estas cuatro imágenes están situadas en forma que reproduce una cruz.
En la década de 1950 la familia Artigas se trasladó a Barcelona y los jardines quedaron prácticamente abandonados hasta 1971, año en el que se publicó un artículo que daba a la luz la autoría de Gaudí; en 1992 fueron restaurados bajo la supervisión de la Real Cátedra Gaudí. Las actuales esculturas son obra de Ramon Millet i Domènech. Actualmente los Jardines de Can Artigas son de propiedad municipal y están abiertos al público.

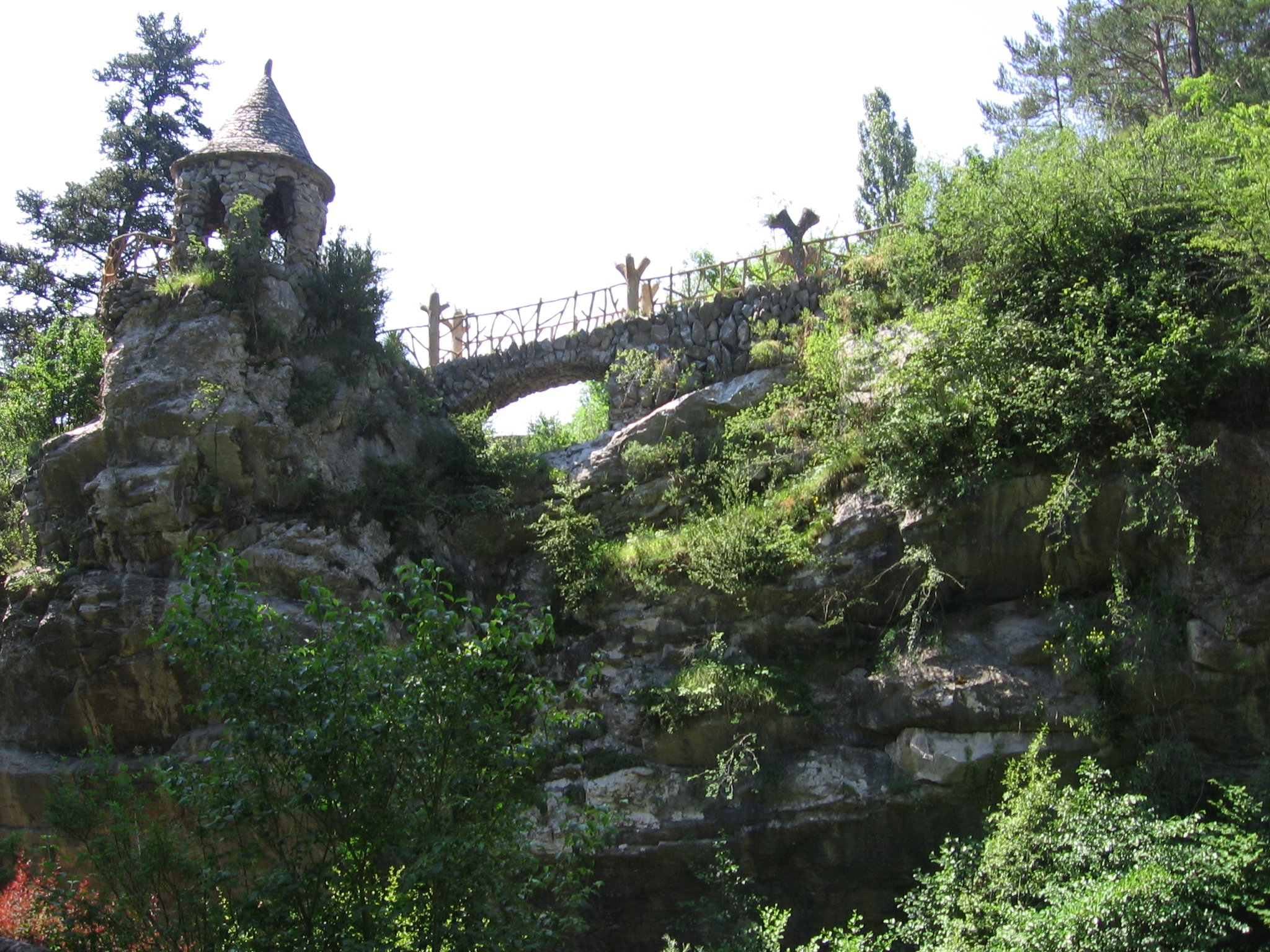
La Glorieta.
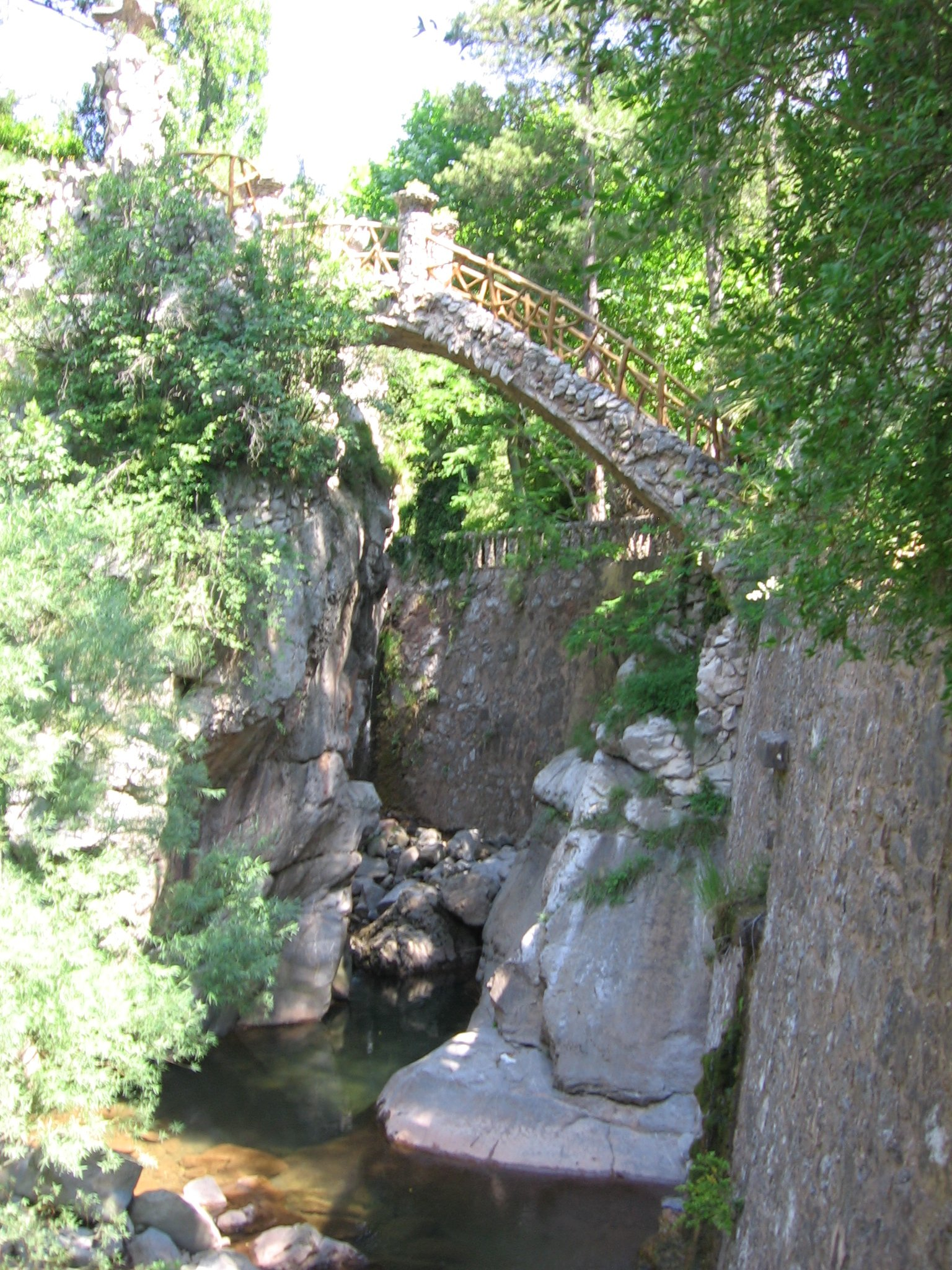
Puente de Arco Cojo.
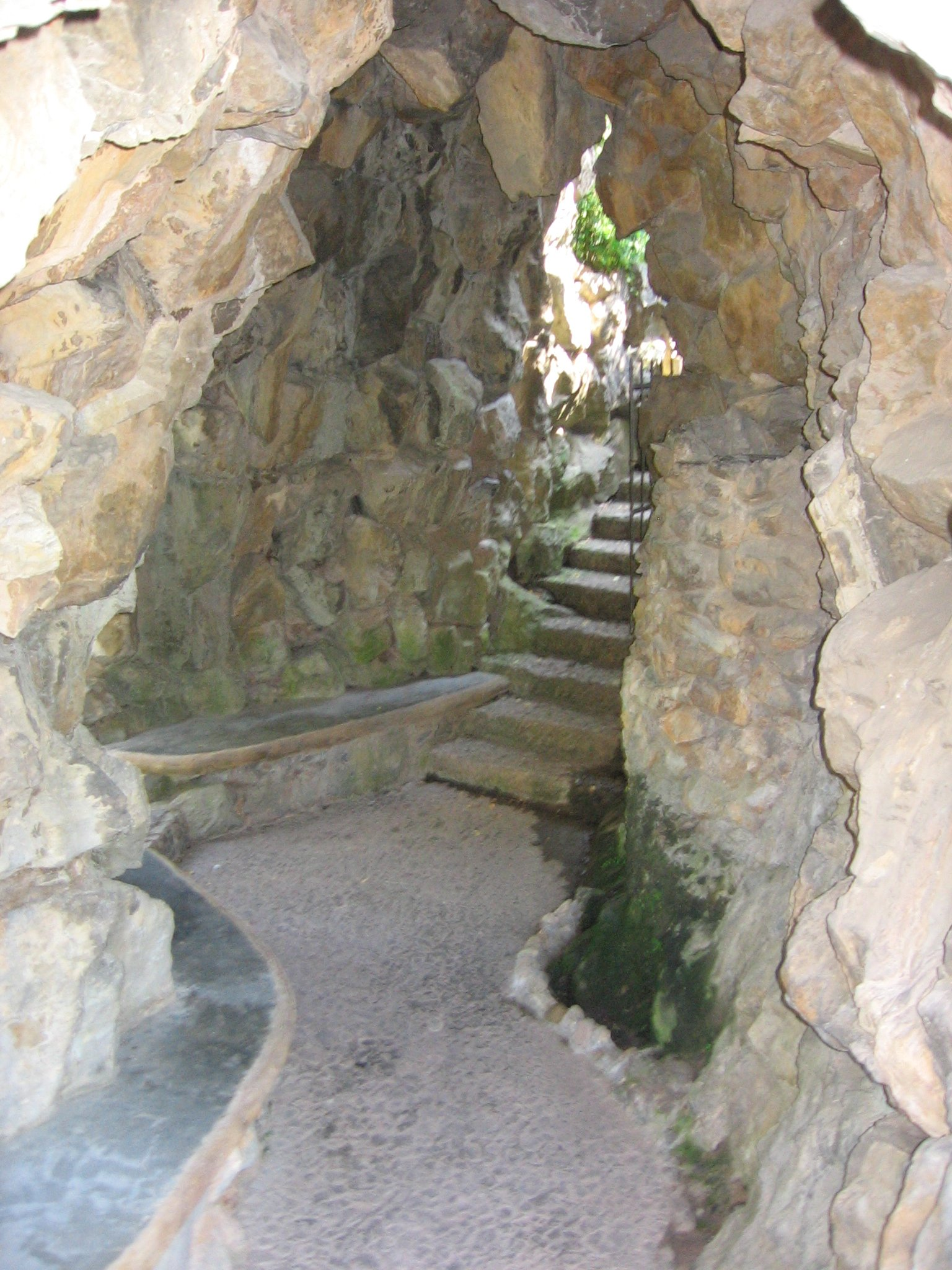
Cueva artificial.
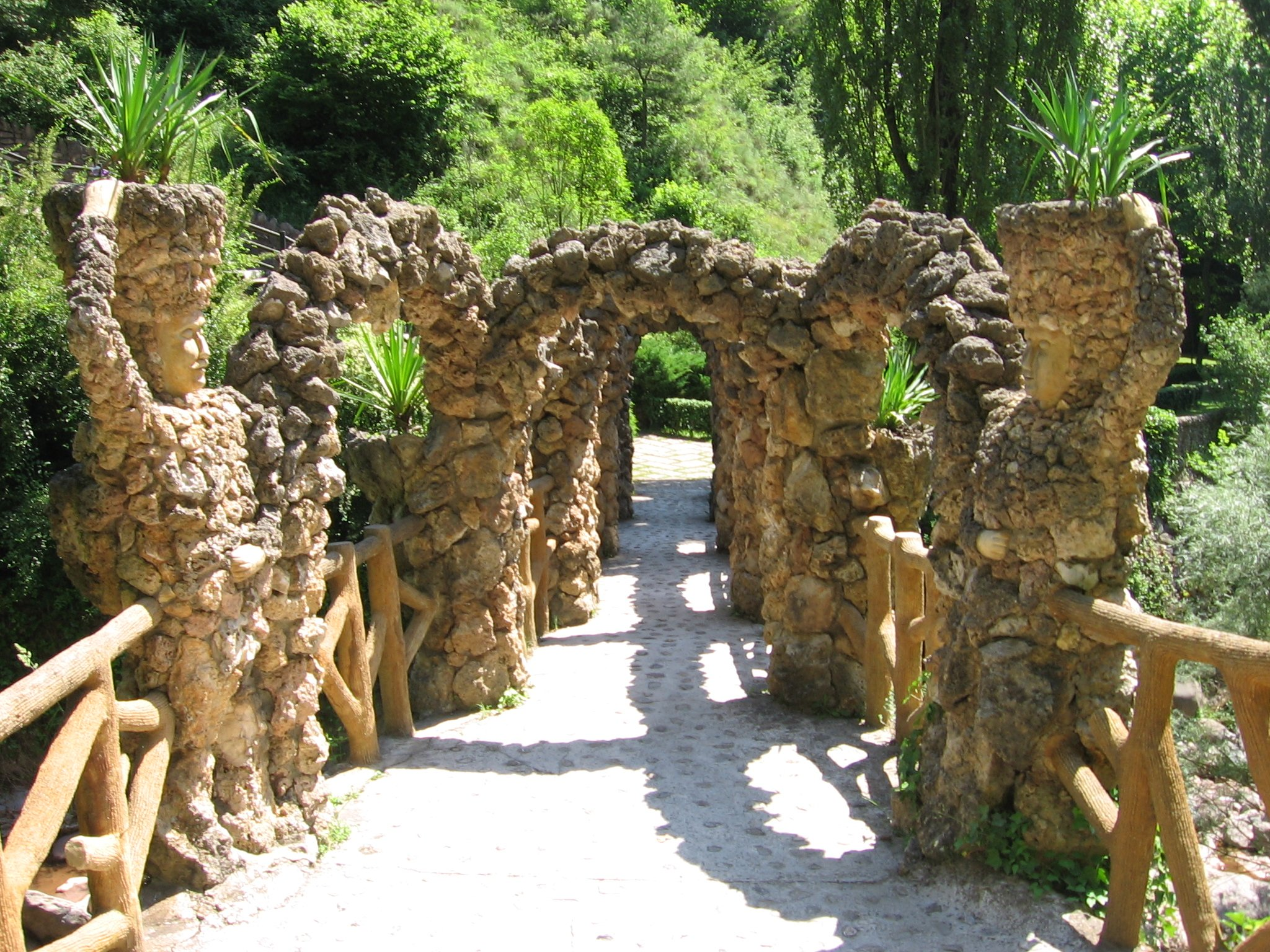
Puente de los Arcos.